# Natação nos Jogos Pan-Americanos de 2019 - 200 m borboleta feminino
As competições dos 200 metros borboleta feminino da natação nos Jogos Pan-Americanos de 2019 foram realizadas em 6 de agosto no Centro Aquático Nacional, em Lima, no Peru. 

## Calendário
Horário local (UTC-5).
| Data        | Horário | Fase          |
| ----------- | ------- | ------------- |
| 6 de agosto | 11:56   | Eliminatórias |
| 6 de agosto | 21:39   | Final B       |
| 6 de agosto | 21:39   | Final A       |

## Medalhistas
| Ouro   | ARG Virginia Bardach   |
| Prata  | CAN Mary-Sophie Harvey |
| Bronze | USA Meghan Small       |

## Recordes
Antes desta competição, os recordes mundiais e pan-americanos da prova eram os seguintes:
| Tipo                             | Atleta              | Tempo   | Local          | Data                  |
| -------------------------------- | ------------------- | ------- | -------------- | --------------------- |
|                                  | CHN Zige Liu        | 2m01s81 | Jinan          | 21 de outubro de 2009 |
| Recorde dos Jogos Pan-Americanos | USA Kathleen Hersey | 2m07s64 | Rio de Janeiro | 21 de julho de 2007   |

## Resultados

### Eliminatórias
A eliminatória foi realizada em 6 de agosto. 
| Pos. | Bateria | Raia | Nadador                 | Nacionalidade                | Tempo   | Notas |
| ---- | ------- | ---- | ----------------------- | ---------------------------- | ------- | ----- |
| 1    | 1       | 4    | Virginia Bardach        | ARG Argentina                | 2:11.37 | QA    |
| 2    | 2       | 4    | Sarah Gibson            | USA Estados Unidos           | 2:11.78 | QA    |
| 3    | 1       | 3    | Diana Luna Sánchez      | MEX México                   | 2:12.67 | QA    |
| 3    | 2       | 6    | Mary-Sophie Harvey      | CAN Canadá                   | 2:12.67 | QA    |
| 5    | 1       | 6    | María Mata Cocco        | MEX México                   | 2:12.88 | QA    |
| 6    | 1       | 5    | Danielle Hanus          | CAN Canadá                   | 2:13.26 | QA    |
| 7    | 2       | 3    | Meghan Small            | USA Estados Unidos           | 2:14.04 | QA    |
| 8    | 2       | 5    | Isabella Paez           | VEN Venezuela                | 2:14.10 | QA    |
| 9    | 2       | 2    | Giovanna Diamante       | BRA Brasil                   | 2:15.55 | QB    |
| 10   | 2       | 1    | Silvana Cabrera Cornejo | PER Peru                     | 2:15.89 | QB    |
| 11   | 1       | 7    | Maria Muñoz Machuca     | PER Peru                     | 2:16.76 | QB    |
| 12   | 2       | 7    | Daniela Alfaro          | CRC Costa Rica               | 2:18.84 | QB    |
| 13   | 1       | 1    | Inés Marín              | CHI Chile                    | 2:19.60 | QB    |
| 14   | 2       | 8    | Jennifer Ramirez Posada | HON Honduras                 | 2:24.83 | QB    |
| 15   | 1       | 8    | Natalia Kuipers         | ISV Ilhas Virgens Americanas | 2:32.49 | QB    |
|      | 1       | 2    | Maria Luiza Pessanha    | BRA Brasil                   | DNS     |       |

### Final B
A final B foi realizada em 6 de agosto. 
| Pos. | Raia | Nadador                 | Nacionalidade                | Tempo   | Notas |
| ---- | ---- | ----------------------- | ---------------------------- | ------- | ----- |
| 9    | 5    | Silvana Cabrera Cornejo | PER Peru                     | 2:15.20 |       |
| 10   | 3    | Maria Muñoz Machuca     | PER Peru                     | 2:15.91 |       |
| 11   | 4    | Giovanna Diamante       | BRA Brasil                   | 2:16.22 |       |
| 12   | 6    | Daniela Alfaro          | CRC Costa Rica               | 2:17.99 |       |
| 13   | 2    | Inés Marín              | CHI Chile                    | 2:19.69 |       |
| 14   | 7    | Jennifer Ramirez Posada | HON Honduras                 | 2:24.50 |       |
| 15   | 1    | Natalia Kuipers         | ISV Ilhas Virgens Americanas | 2:32.07 |       |

### Final A
A final A foi realizada em 6 de agosto. 
| Pos.              | Raia | Nadador            | Nacionalidade      | Tempo   | Notas |
| ----------------- | ---- | ------------------ | ------------------ | ------- | ----- |
| Medalha de ouro   | 4    | Virginia Bardach   | ARG Argentina      | 2:10.87 |       |
| Medalha de prata  | 6    | Mary-Sophie Harvey | CAN Canadá         | 2:11.68 |       |
| Medalha de bronze | 1    | Meghan Small       | USA Estados Unidos | 2:12.51 |       |
| 4                 | 3    | Diana Luna Sánchez | MEX México         | 2:13.02 |       |
| 5                 | 5    | Sarah Gibson       | USA Estados Unidos | 2:13.08 |       |
| 6                 | 2    | María Mata Cocco   | MEX México         | 2:13.12 |       |
| 7                 | 7    | Danielle Hanus     | CAN Canadá         | 2:13.95 |       |
| 8                 | 8    | Isabella Paez      | VEN Venezuela      | 2:15.53 |       |

Legenda
| Recorde mundial                  | Recorde mundial (World record)               |                       | Recorde africano                      | Recorde africano (African) |                                           | Q | Classificado por posição (Qualified) |
| Recorde dos Jogos Pan-Americanos | Recorde pan-americano (Pan-American record)  | Recorde da América    | Recorde da América (Americas)         | q                          | Classificado por melhor tempo (Qualified) |   |                                      |
| Melhor marca do ano              | Melhor marca do ano (World leading)          | Recorde asiático      | Recorde asiático (Asian)              | DNS                        | Não largou (Did not start)                |   |                                      |
| Recorde nacional                 | Recorde nacional (National record)           | Recorde europeu       | Recorde europeu (European)            | DNF                        | Não terminou (Did not finish)             |   |                                      |
| Recorde pessoal                  | Recorde pessoal do atleta (Personal best)    | Recorde da Oceania    | Recorde da Oceania (Oceania)          | DSQ / DQ                   | Desclassificado (Disqualified)            |   |                                      |
| Recorde da temporada             | Recorde da temporada do atleta (Season best) | Recorde sul-americano | Recorde sul-americano (South America) | NM                         | Sem marca (No mark)                       |   |                                      |